# 謎の発光物体
『謎の発光物体』（原題：The Edgar Winter Group with Rick Derringer）は、エドガー・ウィンター・グループが1975年に発表したスタジオ・アルバム。ウィンターのリーダー・アルバムとしては通算7作目、スタジオ・アルバムとしては6作目で、エドガー・ウィンター・グループ名義では3作目に当たる。

## 解説
「キャント・テル・ワン・フロム・ジ・アザー」では、当時ユートピアのメンバーとして活動していたジョン・シーグラーがアコースティック・ベースを弾いた。
Billboard 200では124位に終わり、『ロードワーク』（1972年）以降のアルバムとしては初めて全米トップ100入りを逃す結果となった。マイケル・B・スミスはオールミュージックにおいて5点満点中2.5点を付け、「パラダイス/サイズ」と「ダイアモンド・アイズ」を好意的に評価する一方「アルバムの残りの曲は、ウィンター自身が保ってきた水準に達していない」と評している。
本作のジャケットは、元ヒプノシスのストーム・ソーガソンとオーブリー・パウエルが共著で出版した『100 Best Album Cover』（1999年、DK）でも紹介された。
2008年にイギリスのEdsel Recordsから発売された再発CDは、本作に先駆けてウィンターのソロ・アルバムとして発表された『ジャスミンの香りと夜の夢』（1975年）と抱き合わせの2枚組となっている。

## 収録曲
1. クール・ダンス - "Cool Dance" (Dan Hartman) - 2:57
2. ピープル・ミュージック - "People Music" (D. Hartman, Edgar Winter) - 3:04
3. グッド・ショット - "Good Shot" (E. Winter) - 3:39
4. ナッシン・グッド・カムズ・イージー - "Nothin' Good Comes Easy" (Rick Derringer) - 3:23
5. インフィニット・ピース・イン・リズム - "Infinite Peace in Rhythm" (E. Winter) - 3:08
6. パラダイス/サイズ - "Paradise / Sides" (D. Hartman) - 5:42
7. ダイアモンド・アイズ - "Diamond Eyes" (D. Hartman, E. Winter) - 3:52
8. モダン・ラヴ - "Modern Love" (R. Derringer) - 3:43
9. レッツ・ドゥ・イット・トゥゲザー・アゲイン - "Let's Do It Together Again" (D. Hartman, E. Winter) - 3:09
10. キャント・テル・ワン・フロム・ジ・アザー - "Can't Tell One from the Other" (D. Hartman) - 2:38
11. J.A.P.（ジャスト・アナザー・パンク） - "J.A.P. (Just Another Punk)" (R. Derringer) - 4:26
12. チェーンソー - "Chainsaw" (E. Winter) - 3:15

## 参加ミュージシャン
- エドガー・ウィンター - ボーカル、キーボード、サクソフォーン、パーカッション
- リック・デリンジャー - ボーカル、ギター、ベース、パーカッション、バッキング・ボーカル
- ダン・ハートマン - ベース、リズムギター、パーカッション、バッキング・ボーカル
- チャック・ラフ - ドラムス、パーカッション、バッキング・ボーカル

アディショナル・ミュージシャン
- ポール・プレストピノ - クラシック・ギター、ドブロ・ギター、マンドリン(on #4, #5, #10)
- ジョン・シーグラー - アコースティック・ベース(on #10)